# Bossoroca
Bossoroca is een gemeente in de Braziliaanse deelstaat Rio Grande do Sul. De gemeente telt 7.885 inwoners (schatting 2009).